# 马希米利安·波塞洛
马希米利安·波塞洛（Massimilian Porcello，1980年6月23日—）是一位德国-意大利球员，场上位置为中场。
2000年，他成为比勒菲尔德队一员。后失去了主教练的信任，只能坐在板凳上。自2006年起为卡尔斯鲁厄队效力。这个赛季他表现出众，多次以远射吸引人们的目光。他的任意球功夫尤其了得，令许多球迷回忆起哈斯勒。